# Tchatkalophantes huangyuanensis
Tchatkalophantes huangyuanensis là một loài nhện trong họ Linyphiidae. T. huangyuanensis được miêu tả năm 1983 bởi Zhu & Li.